# Glitter
Glitter je soundtrack americké zpěvačky Mariah Carey, ke stejnojmennému filmu. Deska vyšla v roce 2001 a byla společně s filmem velmi kritizována a dočkala se velmi nízkého hodnocení hudebních kritiků.
V prvním týdnu prodeje se deska dostala na 7. místo amerického žebříčku a největší úspěch z alba zaznamenala píseň Loverboy, která se v žebříčku Billboard Hot 100 dostala na druhé místo.

## Seznam písní
1. Loverboy (remix) – 4:30
2. Lead the Way – 3:53
3. If We– 4:20
4. Didn't Mean to Turn You On – 4:54
5. Don't Stop (Funkin' 4 Jamaica) – 3:37
6. All My Life – 5:09
7. Reflections (Care Enough) – 3:20
8. Last Night a DJ Saved My Life – 6:43
9. Want You – 4:43
10. Never Too Far – 4:21
11. Twister – 2:26
12. Loverboy – 3:49

## Umístění
| Hitparáda      | Umístění |
| -------------- | -------- |
| USA            | 7        |
| Kanada         | 4        |
| Velká Británie | 10       |
| Německo        | 7        |
| Japonsko       | 1        |
| Austrálie      | 13       |
| Itálie         | 5        |